# Clitocybe barbularum
Clitocybe barbularum är en svampart som först beskrevs av Henri Romagnesi, och fick sitt nu gällande namn av Peter D. Orton 1960. Clitocybe barbularum ingår i släktet Clitocybe och familjen Tricholomataceae.  Arten är reproducerande i Sverige. Inga underarter finns listade i Catalogue of Life.